# Guido Hertel (Psychologe)
Guido Hertel (* 19. Juni 1963) ist ein deutscher Psychologe und Hochschullehrer.

## Werdegang
Guido Hertel studierte Psychologie an der Universität Gießen (Abschluss 1991) und promovierte 1995 an der Universität Heidelberg. Im Jahr 2002 habilitierte er sich an der Universität Kiel. Er war ab 2004 Professor für Arbeits-, Betriebs- und Organisationspsychologie an der Universität Würzburg. Im Jahr 2008 wechselte er an die Universität Münster und übernahm dort die Leitung der Arbeitseinheit Organisations- und Wirtschaftspsychologie.

## Forschungsschwerpunkte
Seine Forschungsschwerpunkte liegen in den Themenfeldern Management virtueller Teams, Motivationsgewinne in Gruppen, Electronic Human Resource Management: Personalarbeit mit neuen Medien, Open Source (z. B. Linux) / Open Content (z. B. Wikipedia) Projekte, Arbeitsmotivation und Arbeitszufriedenheit über die Lebensspanne, Kooperation in sozialen Austauschkonflikten (soziale Dilemmata), Affektive Einflüsse auf soziales Verhalten in Organisationen und Priming Effekte auf soziales Verhalten. Hertel hat über 100 Artikel in internationalen Fachzeitschriften veröffentlicht und war an über 10 Büchern bzw. Herausgeberschriften beteiligt.

## Ausgewählte Veröffentlichungen
Guido Hertel ist Autor von mehreren Büchern und zahlreichen Buchbeiträgen. Er verfasste insgesamt mehr als 100 Artikel in internationalen wissenschaftlichen Zeitschriften mit einem Peer-Review-Verfahren.
- Hüffmeier, J., Hertel, G., Torka, A.-K., Nohe, C., & Krumm, S. (2022). In field settings group members (often) show effort gains instead of social loafing. European Review of Social Psychology, 33(1), 131–170. DOI: 10.1080/10463283.2021.1959125
- Gärtner, L. U. A. & Hertel, G. (2020). Age as moderator of the relationship between self-efficacy and effort in occupational teams. Work, Aging and Retirement, 6(2), 118–129. https://doi.org/10.1093/workar/waz024
- Hertel, G. & Hüffmeier, J. (2020). Temporal stability of effort gains in teams. In Karau, S. J. (Ed.), Individual motivation within groups: Social loafing and motivation gains in work, academic, and sports teams (pp. 109–148). New York: Academic Press.
- Hertel, G., Stone, D., Johnson, R., & Passmore, J. (2017). The Wiley Blackwell Handbook of the Psychology of the Internet at Work. Chichester: Wiley-Blackwell.
- Höddinghaus, M., Sondern, D. & Hertel, G. (2021). The automation of leadership functions: Would people trust decision algorithms? Computers in Human Behavior, 116, 106635. https://doi.org/10.1016/j.chb.2020.106635
- Breuer, C., Hüffmeier, J., Hibben, F., & Hertel, G. (2020). Trust in teams: A taxonomy of perceived trustworthiness factors and risk-taking behaviors in face-to-face and virtual teams. Human Relations, 73(1), 3–34. https://doi.org/10.1177/0018726718818721
- Höddinghaus, M., Nohe, C., & Hertel, G. (2023): Leadership in virtual work settings: what we know, what we do not know, and what we need to do. European Journal of Work and Organizational Psychology. https://doi.org/10.1080/1359432X.2023.2250079
- Eisbach, S., Mai, O., Hertel, G. (2024). Combining theoretical modelling and machine learning approaches: The case of teamwork effects on individual effort expenditure, New Ideas in Psychology, 73, 101077, https://doi.org/10.1016/j.newideapsych.2024.101077
- Eisbach, S., Langer, M., Hertel, G. (2023). Optimizing human-AI collaboration: Effects of motivation and accuracy information in AI-supported decision-making. Computers in Human Behavior: Artificial Humans, 1(2), 100015. https://doi.org/10.1016/j.chbah.2023.100015
- Sondern, D., & Hertel, G. (2024). Revisiting the classic ABI model of trustworthiness: interactive effects of trustworthiness components on trust in mixed-motive social exchange contexts. Journal of Trust Research, 1–24. https://doi.org/10.1080/21515581.2024.2388659
- Nohe, C., Hüffmeier, J., Bürkner, P., Mazei, J., Sondern, D., Runte, A., Sieber, F., & Hertel, G. (2022). Unethical choice in negotiations: A meta-analysis on gender differences and their moderators. Organizational Behavior and Human Decision Processes, 173, 104189. https://doi.org/10.1016/j.obhdp.2022.104189
- Niemann, L., Naudascher, H., Kuyumcu, U., & Hertel, G. (2024). “How Long Are You Gonna Stay?” Implications of Residents’ Perceptions of Refugees’ Occupational Future Time Perspective in Receiving Countries. Journal of International Migration and Integration. https://doi.org/10.1007/s12134-024-01117-0
- Niemann, L., Hertel, G. (2024). Perceived forcedness and perils of migration: Development and validation of a questionnaire for migrants in receiving countries, International Journal of Intercultural Relations, 99, 101951, https://doi.org/10.1016/j.ijintrel.2024.101951
- Eisbach, S., Daugs, F., Thielsch, M. T., Böhmer, M., & Hertel, G. (2023). Predicting Rating Distributions of Website Aesthetics with Deep Learning for AI-Based Research. ACM Transactions on Computer-Human Interaction (TOCHI). 30, 3, Article 37, 1–28. https://doi.org/10.1145/3569889
- Reiners, S., Müller, L.S., Becker, J., Hertel, G. (2022). Measuring the Influence of Characteristics on Decision-Making Scenarios: A Prototype. In: Stephanidis, C., Antona, M., Ntoa, S. (eds) HCI International 2022 Posters. HCII 2022. Communications in Computer and Information Science, vol 1580. Springer, Cham. https://doi.org/10.1007/978-3-031-06417-3_52